# Abyssoninoe abyssorum
Abyssoninoe abyssorum är en ringmaskart som först beskrevs av McIntosh 1885.  Abyssoninoe abyssorum ingår i släktet Abyssoninoe och familjen Lumbrineridae. Arten har ej påträffats i Sverige. Inga underarter finns listade i Catalogue of Life.